# La storia di Merlino
La storia di Merlino 2 o Merlin en prose è un romanzo scritto in francese medioevale tra la fine del XII secolo e l'inizio del XIII secolo, la cui paternità è attribuita a Robert de Boron, chierico e cavaliere autore di numerosi romanzi in versi sulla leggenda del Graal.
L'opera racconta la nascita diabolica di Merlino, la sua giovinezza e il suo incontro con il padre di Artù, Uther Pandragon. Il romanzo termina con il famoso episodio della "Spada nella roccia". All'interno del Ciclo Vulgato è presente una continuazione chiamata Seguito della storia di Merlino.

## Storia del manoscritto
La prima traccia dell'esistenza della Storia di Merlino è da ricondursi ad un frammento di 502 versi, ritrovato all'interno del manoscritto fr. 20047 conservato nella Biblioteca nazionale di Francia. Questo frammento, che si interrompe nel mezzo di una frase, segue direttamente il Giuseppe d'Arimatea in versi autografato da Robert de Boron e pertanto è stato attribuito a quest'ultimo.
Il romanzo in prosa, scritto all'inizio del XIII secolo, è una riscrittura di questo poema originario ormai perduto. L'autore del romanzo si identifica da subito come Robert de Boron ma la critica si è dimostrata scettica nell'assegnare questa paternità diretta, poiché nel periodo in cui il romanzo è stato prodotto il nome del chierico era già famoso all'interno delle corti e dei circoli eruditi.

### Il piccolo ciclo del Graal
Preceduta dal Giuseppe d'Arimatea e seguito dal Perceval en Prose (o Didot-Perceval), La storia di Merlino faceva parte di una trilogia chiamata "Piccolo ciclo" da parte degli studiosi, per distinguerla dal ben più imponente Ciclo Vulgato. Sopravvissuto in numerosi manoscritti, il Piccolo ciclo viene datato tra il 1205 e il 1210, anteriore alla composizione definitiva del Ciclo Vulgato che probabilmente risale al ventennio tra il 1215 e il 1235.
I tre romanzi raccontano la storia del Graal, dalle sue origini in Terra santa fino alla sua ricerca ultima da parte di Perceval nella Bretagna di Re Artù. A differenza di Chrétien de Troyes, Robert de Boron riscrive la materia arturiana tingendola di una forte componente cristiana e dando molto spazio alla figura di Merlino come trait d'union tra le vicende del Graal e il regno di Artù.
L'ispirazione del testo viene da Goffredo di Monmouth e dal suo Historia Regum Britanniae così come dal suo adattamento in volgare, il Roman de Brut di Wace. Merlino appare nell'universo del piccolo ciclo come profeta e saggio, ancor prima che mago, i suoi poteri sono frutto della benedizione divina che vuole in questo modo mitigare la sua nascita diabolica. Le sue abilità onniscienti sono anche quelle che gli permettono di diventare il narratore ufficiale delle vicende arturiane, assumendo il ruolo di architetto delle vicende narrate nel Merlin e nei suoi seguiti, e donando così una fondazione storica e religiosa al mondo arturiano.

### Il ciclo del Lancelot-Graal o Ciclo Vulgato
Il ciclo del Lancelot-Graal può essere considerato come una delle saghe più popolari e diffuse del medioevo, tanto da meritarsi l’appellativo di Vulgate (vulgata). Viene a crearsi così una derivazione diretta che vede nel Ciclo una sorta di "Bibbia novella" romanzesca.
Composto durante la prima metà del XIII secolo, molto probabilmente nel nord della Francia in area champenoise, a giudicare dalla distribuzione dei manoscritti più antichi; il ciclo nasce dalla confluenza di filoni narrativi in versi precedentemente distinti: la storia del santo Graal e le avventure di Lancillotto, il miglior cavaliere della Tavola Rotonda. Inoltre è significativa la ripresa di materiali arturiani di stampo storiografico precedentemente messi per iscritto da Goffredo di Monmouth e dal suo traduttore in volgare Wace, che provvedono ad essere modello di numerose questes e battaglie ma forniscono anche il modello per quella prosa “media” arturiana che si stabilisce come canone della riscrittura in prosa.
La storia di Merlino viene quindi estratta dal piccolo ciclo, assieme al Joseph che subisce una riscrittura, e viene rifunzionalizzata nell'economia del Lancelot-Graal come prequel alle avventure di Lancillotto e alla ricerca del Graal. Per unire in maniera fluida questo blocco Joseph - Merlin alla trilogia Lancelot - Queste du Graal - Mort Artu venne scritto in ultima battuta un Seguito della storia di Merlino che racconta i primi anni del regno di Artù e la formazione dei cavalieri della Tavola Rotonda, colmando così il lasso di tempo che intercorre tra l'incoronazione del giovane re e la nascita di Lancillotto e spiegando la misteriosa sparizione di Merlino ad opera della maga Viviana.

## Trama

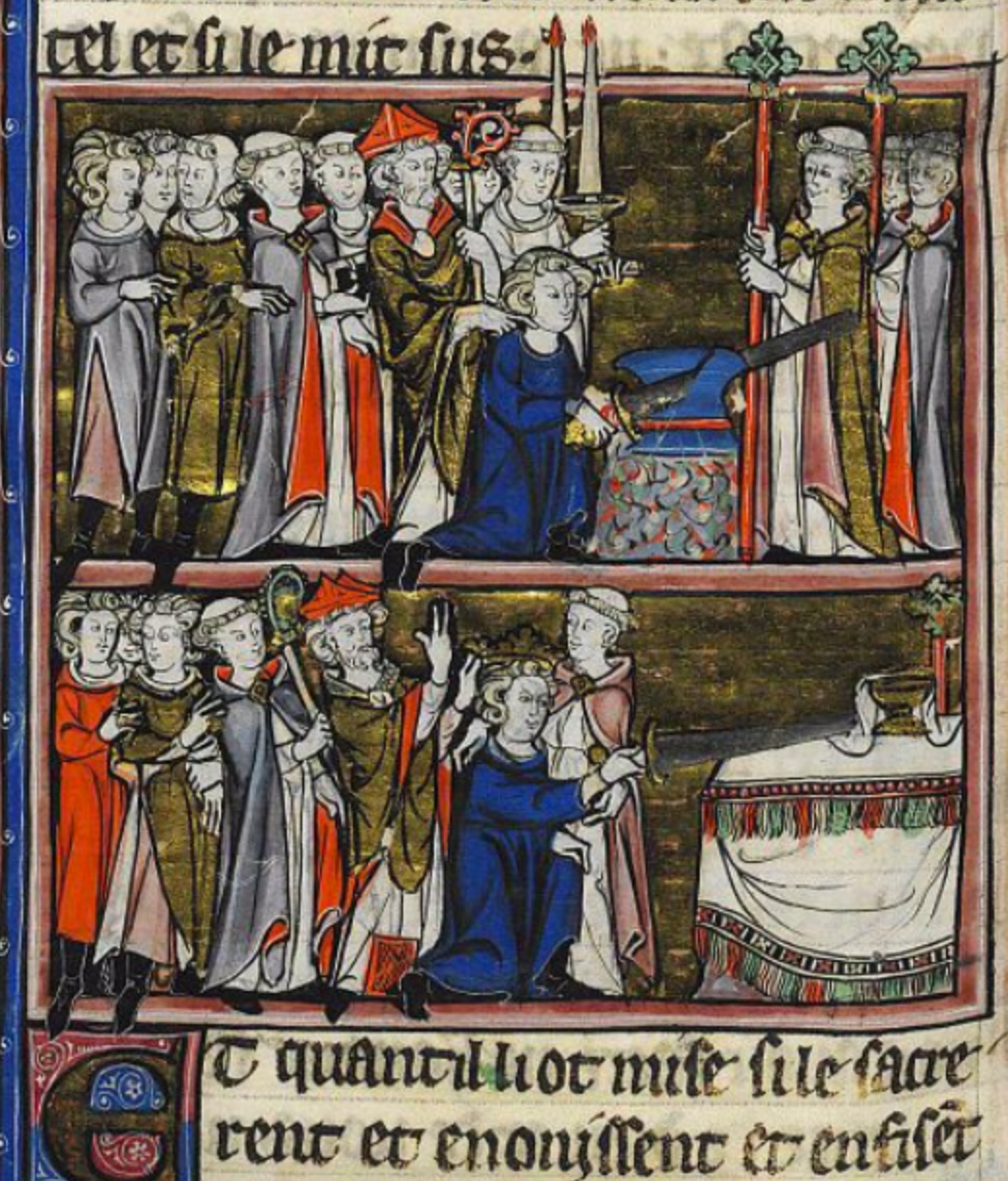
Artù mentre estrae la spada Excalibur

Il romanzo inizia con un'assemblea di demoni intenta a pianificare la nascita del futuro anticristo, Merlino, loro emissario inviato sulla terra per portare le anime degli uomini sulla via della perdizione. Un demone incubo viene incaricato di congiungersi con una giovane vergine e permettere così la nascita del loro protetto, ma questo piano va in fumo grazie alla fede della madre, che consigliata dal chierico Blaise, prega per l'anima del futuro figlio e lo battezza ancor prima che nascesse. Merlino così viene al mondo possedendo la capacità di vedere nel futuro (donatagli da Dio) e di vedere nel passato (donatagli dal demonio) e di compiere incantesimi e modificare il suo aspetto.
La storia prosegue con l'episodio della Torre di Vortigier: a sette anni Merlino viene portato a cospetto del re usurpatore Vortigier e gli viene richiesto di spiegare perché la torre che il re sta costruendo crolli in continuazione. Merlino spiega che è a causa degli scossoni sotterranei provocati da due draghi, uno bianco ed uno rosso, che stanno lottando sotto quest'area. I due draghi rappresentano le fazioni di bretoni in guerra, quella di Vortigier e quella dei fratelli Pandragon e Uter. Merlino profetizza la morte di Vortigier e decide di aiutare i due fratelli a salire al trono di Bretagna.
Dopo la morte del fratello Pandragon durante la battaglia contro gli invasori Sassoni, Merlino incorona Uter ed erige Stonehenge come monumento alla memoria dei caduti in battaglia, ispirando così anche la fondazione della Tavola Rotonda.
Successivamente vediamo il re Uterpandragon in guerra contro il duca Gorlois di Tintagel per la mano di Ygerne, moglie del duca, della quale il re si è perdutamente innamorato. Uter, sotto suggerimento del suo consigliere Ulfin, chiede aiuto a Merlino per conquistare la donna e quest'ultimo, grazie ai suoi poteri di metamorfosi, trasforma Uter nel Duca, permettendogli così di dormire assieme a Ygerne e di concepire Artù, futuro re di Bretagna e imperatore di Roma. Uter riesce a uccidere il duca Gorlois e a sposare Ygerne, mentre il neonato Artù viene affidato alla famiglia del siniscalco Antor per richiesta di Merlino. Le figlie maggiori di Ygerne e del duca vengono sposate ai re Lot e Nentres mentre la minore, Morgana, viene inviata in convento fino al raggiungimento della sua maggiore età.
L'ultima sezione del romanzo inizia con la morte di Uter e l'arrivo dei baroni a Logres (Londra) per eleggere il futuro sovrano del regno. Incapaci di arrivare ad una decisione, i baroni si rivolgono a Merlino che suggerisce di rimandare l'elezione a Natale e di chiamare tutti i nobili e siniscalchi nella capitale. Nella sera della vigilia di natale, mentre l'arcivescovo Debrice celebra la messa, un'enorme pietra con una spada conficcata dentro appare davanti alle porte della chiesa. Interpretandola come un segno divino, l'arcivescovo proclama che colui che riuscirà ad estrarre la spada dalla roccia sarà il nuovo re di Logres.
Nel mentre Antor, Artù e il suo fratellastro Keu appena nominato cavaliere, si trovano nella capitale per un torneo. Quando Keu si accorge di aver dimenticato la spada, domanda ad Artù di cercargliene una e il ragazzo, non riuscendo a ritrovare la spada del fratello, prova ad estrarre quella dalla roccia riuscendoci. Vedendo che il giovane era riuscito a prendere la spada, Antor dice ad Artù di rimetterla nella roccia e di estrarla nuovamente alla presenza dei baroni, confessandogli anche di non essere il suo vero padre. Artù allora estrae nuovamente la spada davanti ai baroni e all'arcivescovo, ma questi non fidandosi di questo ragazzo sconosciuto, chiedono di aspettare fino alla Pentecoste prima di procedere all'incoronazione, in modo da metterlo alla prova.
Passano i mesi e nonostante i malumori dei nobili Artù si dimostra capace nel ruolo di principe, il giorno della Pentecoste Merlino si presenta nuovamente a corte in compagnia di Ulfin e Antor e rivela ai presenti che Artù è il figlio legittimo di Uter e Ygerne. Il romanzo si chiude con l'incoronazione di Artù da parte dell'arcivescovo e con le prime avvisaglie della guerra dei baroni ribelli.

## Personaggi
MerlinoProtagonista del romanzo, figlio di una giovane vergine e un demone incubo. Descritto come un uomo molto peloso a causa della sua filiazione demoniaca, Merlino possiede il dono della profezia e della metamorfosi, attributi divini e malefici che ben rappresentano l'ambiguità di fondo del personaggio. Potendo vedere sia nel passato che nel futuro, Merlino è identificato come "narratore ufficiale" del primo blocco della vulgata; infatti nel romanzo e nel suo seguito il mago si recherà più e più volte nelle foreste del Northumberland per raccontare al chierico Blaise le avventure dei cavalieri della Tavola Rotonda e del loro Re.
BlaiseChierico consigliere della madre di Merlino e successivamente confidente di Merlino. Quando la giovane madre si scopre misteriosamente incinta capisce che è necessario battezzare immediatamente il piccolo ancor prima della nascita in modo da salvare la sua anima. Primo a rendersi conto delle capacità straordinarie del bambino, decide di ritirarsi nelle foreste del Northumberland per scrivere il libro sulla storia del reame arturiano commissionatogli da Merlino stesso.
UterpandragonPrincipe bretone secondo in linea di successione. Combatte contro l'usurpatore Vortigier assieme al fratello Pandragon; dopo la morte del fratello viene incoronato re di Bretagna grazie all'aiuto di Merlino, che gli suggerisce anche di creare la compagnia dei cavalieri della Tavola Rotonda. Innamoratosi perdutamente della moglie del Duca di Tintagel, riesce a conquistarla grazie a un inganno ordito da Merlino, il quale in cambio fa promettere al re di non rivelare la nascita del figlio concepito da questa unione e di affidarlo ad una famiglia di più modeste origini.
UlfinConsigliere di fiducia di Uterpandragon. Assieme a Merlino elabora il piano per entrare nel castello di Tintagel sotto mentite spoglie. Quando la successione di Artù viene messa in dubbio dai baroni, incapaci di accettare un giovane scudiero come re, tornerà a corte per confermare la paternità regale del ragazzo.
YgerneMoglie del duca Gorlois di Tintagel e madre di Morgana e Artù. Viene ingannata dal re Uterpandragon che giace assieme a lei sotto le mentite spoglie del marito. Quando il duca viene ucciso in battaglia, Ygerne accetta di sposare il re e di far sposare le figlie avute dal precedente matrimonio ad altri baroni fedeli a Uter.
MorganaFiglia di Ygerne e del duca di Tintagel, sorellastra di Artù. Morgana fa la sua prima apparizione come parente del famoso Re e questo tratto verrà mantenuto anche nelle successive rielaborazioni della leggenda come la Morte Darthur di Thomas Malory. Inviata in convento fino al raggiungimento della maggiore età, Morgana viene poi data in matrimonio al barone Urien. Alcune versioni vedono Morgana apprendere le arti magiche in convento, mentre altre (tra cui il Seguito della Storia di Merlino) la vedono come apprendista del mago.
AntorSiniscalco del Re Uter, riceve la visita di Merlino che gli impone di adottare il figlio del re e di mantenere il silenzio sulle origini del bambino. Antor cresce il bambino assieme a suo figlio Keu e lo educa secondo i valori della cavalleria.
KeuFratellastro di Artù e futuro siniscalco del Re. Conosciuto per il suo carattere impulsivo e iracondo, Keu verrà successivamente nominato da Artù cavaliere della Tavola Rotonda e inviato alla ricerca del Graal assieme al resto dei cavalieri.

## Opere derivate e continuazioni
La storia di Merlino conobbe da subito un enorme successo, notando anche il numero di manoscritti in cui è stata conservata, sia singolarmente che come parte di vari cicli. La sua fine precipitosa però, portò diversi autori ad immaginare un continuo alle vicende del mago, portando alla creazione di diverse Suites molto differenti di tono tra loro.

### Suite Vulgate
La prima, e paradossalmente la meno conosciuta, è la Suite canonizzata all'interno del Lancelot-Graal, chiamata anche Suite Vulgate o Suite Historique a causa del suo dilungarsi molto sulle battaglie e spedizioni militari dei primi anni del regno d'Artù. Questa Suite è stata molto probabilmente l'ultima aggiunta al Ciclo Vulgato, infatti si immagina una possibile composizione tra il 1230 e il 1235, ed è stata chiamata a riempire un periodo, dall'incoronazione di Artù alla nascita di Lancillotto, poco considerato dalla letteratura precedente. Per questo l'autore-copista della Suite compie la scelta quasi obbligata di dare più spazio alla figura del re, considerato il ruolo strumentale che Merlino svolge nell’ascesa arturiana, ma soprattutto per la necessità di far brillare un personaggio passato alla storia come geniale capo militare dentro ad un regime narrativo che consenta questo tipo di digressioni, ben lontane dalle questes cavalleresche che popoleranno le successive branches del ciclo.

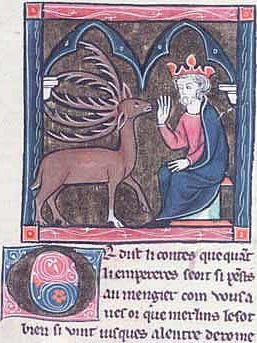
Merlino trasformato in cervo al cospetto di Giulio Cesare. Miniatura tratta dalla sezione "Histoire de Grisandole"

### Suite Post-Vulgate
La seconda Suite, detta anche Post-Vulgate o Merlin-Huth (dal nome del manoscritto in cui è stata ritrovata), segue un andamento più meraviglioso e romanzesco rispetto alla precedente, meritandosi l'appellativo di Suite Romanesque. Influenzata maggiormente dagli eventi del Lancelot, la Post-Vulgate possiede un tono molto differente, pessimista e ben più impietoso nei confronti di Merlino, rappresentato come saggio lussurioso, e di Artù, il quale commettendo a sua insaputa incesto con la sorella ha condannato tutto il reame di Logres alla rovina.

### Livre D'Artus
La storia del Livre d’Artus è alquanto peculiare: conservato in un unico manoscritto, il Paris BnF fr. 337, si presenta come un innesto all’interno della Suite Vulgate che viene ricopiata per due terzi prima della transizione verso il testo originale. Il titolo gli viene assegnato da Heinrich Oskar Sommer come supplemento della sua edizione del Ciclo Vulgato.
L’ipotesi più accreditata riguardo al progetto del Livre d’Artus è che si trattasse di un tentativo di un redattore desideroso di dare alla Suite Vulgate una conclusione più soddisfacente, più orientata verso il Lancelot. La peculiarità del manoscritto, unico a non riprodurre il Merlin prima della Suite o altri romanzi del ciclo, è il suo evidente stato d’incompletezza causata dall’autore così come l’assenza d’impatto della storia sulla tradizione romanzesca seguente fanno intuire il carattere sperimentale di questa redazione. Un hapax romanesque che non ha portato i frutti sperati.

### Testi derivati
La versione della Post-Vulgate è ben più conosciuta al giorno d'oggi grazie a Thomas Malory che la utilizzò come fonte principale del suo Morte Darthur, da cui sono state tratte la maggior parte dei moderni adattamenti arturiani. La Post-Vulgate è anche la fonte per le sezioni merliniane del castigliano Demanda del Sancto Graal e del Galiziano-Portoghese Demanda do Santa Graal.
Invece una sezione della Suite Vulgate, L'Histoire de Grisandole, è stata la fonte primaria per il Roman de Silence di Heldris di Cornovaglia, che vede Merlino come aiutante della giovane donna-cavaliere Silence, impegnata in un'avventura per riabilitare il nome della sua famiglia.